# Гленв'ю-Гіллс (Кентуккі)
Гленв'ю-Гіллс (англ. Glenview Hills) — місто (англ. city) в США, в окрузі Джефферсон штату Кентуккі. Населення — 377 осіб (2020).

## Географія
Гленв'ю-Гіллс розташований за координатами 38°17′43″ пн. ш. 85°38′18″ зх. д. / 38.29528° пн. ш. 85.63833° зх. д. (38.295174, -85.638332).  За даними Бюро перепису населення США в 2010 році місто мало площу 0,33 км², уся площа — суходіл.

## Демографія
Згідно з переписом 2010 року, у місті мешкало 319 осіб у 129 домогосподарствах у складі 99 родин. Густота населення становила 977 осіб/км².  Було 136 помешкань (417/км²).
Расовий склад населення:
| - 98,4 % — білих - 0,6 % — корінних американців - 0,3 % — азіатів |

До двох чи більше рас належало 0,6 %. Частка іспаномовних становила 1,3 % від усіх жителів.
За віковим діапазоном населення розподілялося таким чином: 25,4 % — особи молодші 18 років, 48,3 % — особи у віці 18—64 років, 26,3 % — особи у віці 65 років та старші. Медіана віку мешканця становила 48,8 року. На 100 осіб жіночої статі у місті припадало 85,5 чоловіків;  на 100 жінок у віці від 18 років та старших — 78,9 чоловіків також старших 18 років.
Середній дохід на одне домашнє господарство  становив 150 740 доларів США (медіана — 117 500), а середній дохід на одну сім'ю — 170 641 долар (медіана — 130 625). За межею бідності перебувало 0,8 % осіб, у тому числі 0,0 % дітей у віці до 18 років та 2,5 % осіб у віці 65 років та старших.
Цивільне працевлаштоване населення становило 164 особи. Основні галузі зайнятості: освіта, охорона здоров'я та соціальна допомога — 31,1 %, фінанси, страхування та нерухомість — 25,0 %, науковці, спеціалісти, менеджери — 17,1 %.